# Moimacco
Moimacco (friülà Muimans) és un municipi italià, dins de la província d'Udine. L'any 2007 tenia 1.622 habitants. Limita amb els municipis de Cividale del Friuli, Faedis, Premariacco, Remanzacco i Torreano.

## Administració
| Període | Identitat    | Partit        |
| ------- | ------------ | ------------- |
| 2004-   | Manolo Sicco | Llista cívica |